# 桂林洪氏
桂林洪氏是明清时代著名的洪姓家族，起源于安徽省黄山市歙县东乡桂林村，在扬之河下游西岸。

## 历史
唐德宗建中初年（约781）观察黜陟使洪经纶上奏裁兵，河北魏州藩镇叛乱，因而转任宣歙观察使，遂定居休宁黄石，成为新安洪氏始祖。朱泚之乱，洪经纶被朱泚任命为太常少卿。朱泚之乱平定后，洪经纶被处斩。
八世祖洪鋐迁歙南叶村，为叶村始祖。
南宋绍兴丙辰六年（1136）九月九日，十六世祖洪纲，自叶村迁往平原地区歙县桂林乡金竹垣村，成为桂林一世祖。洪氏后成村之主姓，取代胡、叶二姓，村名改金竹垣为桂林，引自韩愈诗句“出宰山水县，读书松桂林”。
洪氏家族重视教育科举，自明代起人文鼎盛，桂林洪氏出了15位进士。万历年间更是洪烈一门五进士。徽州府城、县城东门外，都竖立牌坊。桂林洪氏举人15名，其中知县10名，知府1名，侍郎 7名，布政使、巡抚7名。

## 名人
- 洪经纶（？—784年），唐朝大臣，新安始祖

### 进士
明清时期，桂林洪氏出了15位进士：
- 洪汉（1432—1491）：成化八年壬辰科（1472年）进士[2]，户部郎中
- 洪文衡（1560—1621）：万历十七年己丑科（1589年）进士，户部主事、历官太常卿、卒赠工部右侍郎，崇祀郡邑乡贤祠，御赐祭葬，卒谥庄定
- 洪养蒙：万历二十三年乙未科（1595年）进士
- 洪世俊：万历二十三年乙未科（1595年）进士，礼部太常卿、卒赠兵部右侍郎，赐祭葬崇祀名宦乡贤祠
- 洪翼圣：万历二十六年戊戌科（1598年）进士，光禄寺卿，为官清操峻节，身后崇祀名宦乡贤祠
- 洪佐圣：万历二十九年辛丑科（1601年）进士，南京都御史
- 洪辅圣（1570—1610）：万历三十五年丁未科（1607年）进士
- 洪天擢（-1650）：洪辅圣之子，崇祯十年丁丑科（1637年）进士，福建巡抚，全家死节，晋赠兵部尚书
- 洪明伟：崇祯十三年庚辰科（1640年）进士
- 洪峻：崇祯十六年癸未科（1643年）进士
- 洪奇：康熙康熙三十年辛未科（1691年）进士
- 洪其烈：康熙丙戌科进士
- 洪肇楙：雍正元年癸卯恩科（1723年）进士
- 洪锡璋：寄籍扬州，乾隆二十八年癸未科（1763年）进士第三甲七十二名
- 洪钧（1839年—1893年10月2日），字陶士，号文卿，洪纲二十六世孙，寄籍苏州府吴县，同治七年戊辰科（1868年）状元，内阁学士、钦差欧洲四国、兵部左侍郎总理各国事务衙门大臣

## 遗产
桂林历史上经历了多次破坏，目前古迹较少。如今仅存龙渡桥（乾隆二十九年建成）、三元井。昔日桂林村的洪家总祠洪本仁堂，非常壮观，建于明代。